# QutIM
qutIM ist ein freier Instant Messenger für verschiedene Protokolle. Das Programm steht unter der GNU General Public License und steht für diverse Betriebssysteme zur Verfügung. Es ist mit C++ und Qt programmiert.

## Geschichte
Die Entwicklung des Clients begann im Januar 2008. Ziel der Entwickler war es, ein Instant Messenger mit benutzerfreundlicher Oberfläche für Linux zu programmieren. Die größte Verbreitung hat der Client im Heimatland seiner Entwickler (Russland) und im osteuropäischen Raum.
Die Version 0.2 wurde am 31. Oktober 2009 veröffentlicht und war bereits in vielen Linux-Distributionen enthalten. Ebenso gab es Versionen für Windows und macOS. Im Gegensatz zur Vorgängerversion, die ein reiner ICQ-Client war, wurden nun weitere Protokolle unterstützt.
Die aktuelle Version 0.3 wurde von Grund auf neu programmiert und bekam neue Benutzeroberfläche. Durch die Integration von libpurple werden viele weitere Protokolle unterstützt. Weitere neue Funktionen sind u. a. Metakontakte und ein globales Statusmenü. Im April 2011 erhielt qutIM zusammen mit weiteren Clients eine offizielle Erlaubnis der Mail.ru-Gruppe zur Nutzung des ICQ-Protokolls, bzw. der ICQ-Server.

## Unterstützte Protokolle
In der aktuellen Version werden folgende Protokolle unterstützt:
- ICQ
- XMPP (Jabber)

- Facebook
- Google Talk
- LiveJournal
- Next-IM
- QIP (Jabber)
- Rambler Virtus
- Yandex.Online

- IRC
- Mail.ru
- Vkontakte.ru
- Weitere mittels Jabber-Transports

Des Weiteren werden alle Protokolle von Libpurple unterstützt. Ist ein Protokoll sowohl nativ als auch in Libpurple vorhanden, kann gewählt werden, welches verwendet werden soll.

## Funktionen
- Mehrere Benutzerprofile möglich
- Plugins
- Nachrichtenfenster wahlweise mit Tabs
- Anti-Spam-Bot
- Sichtbar-, Unsichtbar-, Ignorieren-Listen
- ICQ X-Status
- Datei-Übertragung
- XMPP Service-Discovery
- HTTP- und SOCKS-5-Proxy
- Profilbilder
- Statusicon-Themen von Adium
- WebKit-Nachrichtenverlauf-Themen von Adium
- Tonbenachrichtigung
- Sendebestätigungen der Nachrichten
- Metakontakte
- Globaler Status